# Saint-Denis-de-Gastines
Saint-Denis-de-Gastines là một xã của tỉnh Mayenne, thuộc vùng Pays de la Loire, tây bắc nước Pháp.